# Feuerthalen
Feuerthalen es una comuna suiza del cantón de Zúrich, ubicada en el distrito de Andelfingen. Limita al norte con la comuna de Schaffhausen (SH), al este con Büsingen am Hochrhein (DE-BW) y Schlatt (TG), al sur con Laufen-Uhwiesen, y al oeste con Flurlingen.